# Labracinus lineatus
Labracinus lineatus, thường được gọi là đạm bì sọc, là một loài cá biển thuộc chi Labracinus trong họ Cá đạm bì. Loài này được mô tả lần đầu tiên vào năm 1875.
Từ lineatus trong tiếng Latin có nghĩa là "đường sọc", ám chỉ các sọc sẫm màu trên cơ thể.

## Phân bố và môi trường sống
L. lineatus được phân bố ở phía đông Ấn Độ Dương, và là loài đặc hữu của Tây Úc, từ Mandurah đến vùng Kimberley. Chúng thường sống xung quanh các rạn san hô, bãi đá ngầm cạn ở gần bờ, ở độ sâu khoảng 5 – 15 m.

## Mô tả

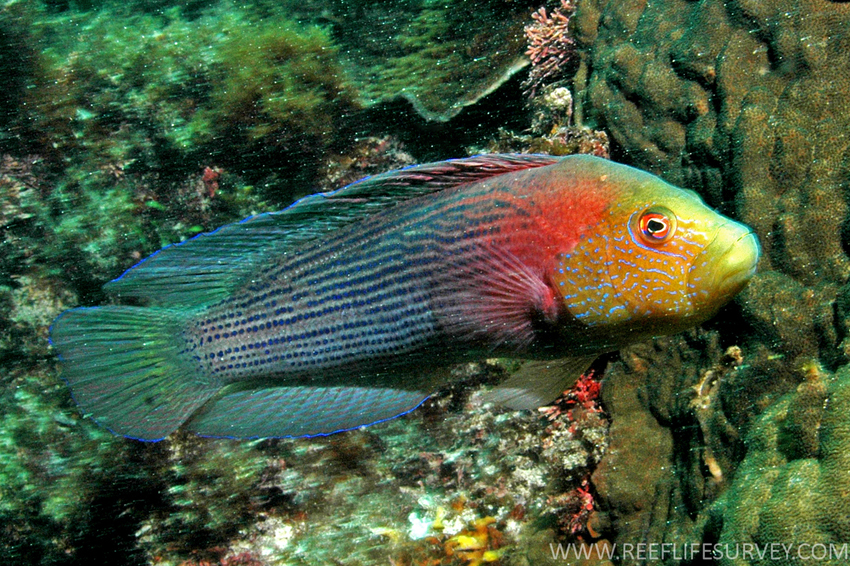
Một cá thể Labracinus lineatus

L. lineatus trưởng thành dài khoảng 25 cm. Đầu của L. lineatus có màu ôliu với các vết đốm màu lam. Thân trước thường có màu ửng đỏ. Các hàng chấm màu xanh lam kéo dài từ đầu xuống cuống đuôi. Các vây viền xanh lam, có những hàng chấm màu hồng. Đây là một trong những loài cá đạm bì có chiều dài lớn nhất họ.
Số ngạnh ở vây lưng: 2; Số vây tia mềm ở vây lưng: 24 - 26; Số ngạnh ở vây hậu môn: 3; Số vây tia mềm ở vây hậu môn: 14 - 15.
Thức ăn của L. lineatus là những loài cá nhỏ. Tuy là cá nhiệt đới nhưng cũng thường được các thợ lặn bắt gặp trong các hang động dọc theo bờ biển trung tâm Tây Úc.
L. lineatus cũng rất thích nghi với điều kiện nuôi nhốt và được đánh bắt để phục vụ cho ngành thương mại cá cảnh.